# Air Ruai
Air Ruai is een bestuurslaag in het regentschap Bangka van de provincie Bangka-Belitung, Indonesië. Air Ruai telt 5085 inwoners (volkstelling 2010).